# 布氏沼麗魚
布氏沼麗魚，為輻鰭魚綱鱸形目隆頭魚亞目慈鯛科的其中一種，分布於非洲蒲隆地Usumbura流域，體長可達4.1公分，棲息在底層水域，生活習性不明，可作為觀賞魚。

## 擴展閱讀
維基物種上的相關：布氏沼麗魚